# Nasarenerna
Nasarenerna var en grupp tyska konstnärer som 1809 i Wien bildade ett brödraskap för målare, Lukasbröderna. Ledare var Friedrich Overbeck och Franz Pforr. I reaktion mot nyklassicismens sekulariserade konst betonade de som romantiker konstens samband med religionen och deras konstnärliga förebilder var 1300- och 1400-talens italienska och 1500-talets tyska måleri. 
Overbeck och Pforr reste till Rom och fick 1810 sällskap av bland andra Peter von Cornelius, Julius Schnorr von Carolsfeld, Friedrich Wilhelm von Schadow och Philipp Veit. De blev kallade nasarener eller isidorobröder eftersom de bosatt sig i klostret Sant'Isidoro a Capo le Case och levde enkelt som munkar.
Nasarenernas främsta verk var freskdekorerandet av Casa Bartholdy i Rom, senare flyttade till Statliga museerna i Berlin. Kretsen upplöstes snart och förlorade sin betydelse, men blev impulsgivande för intresset för medeltida konst.

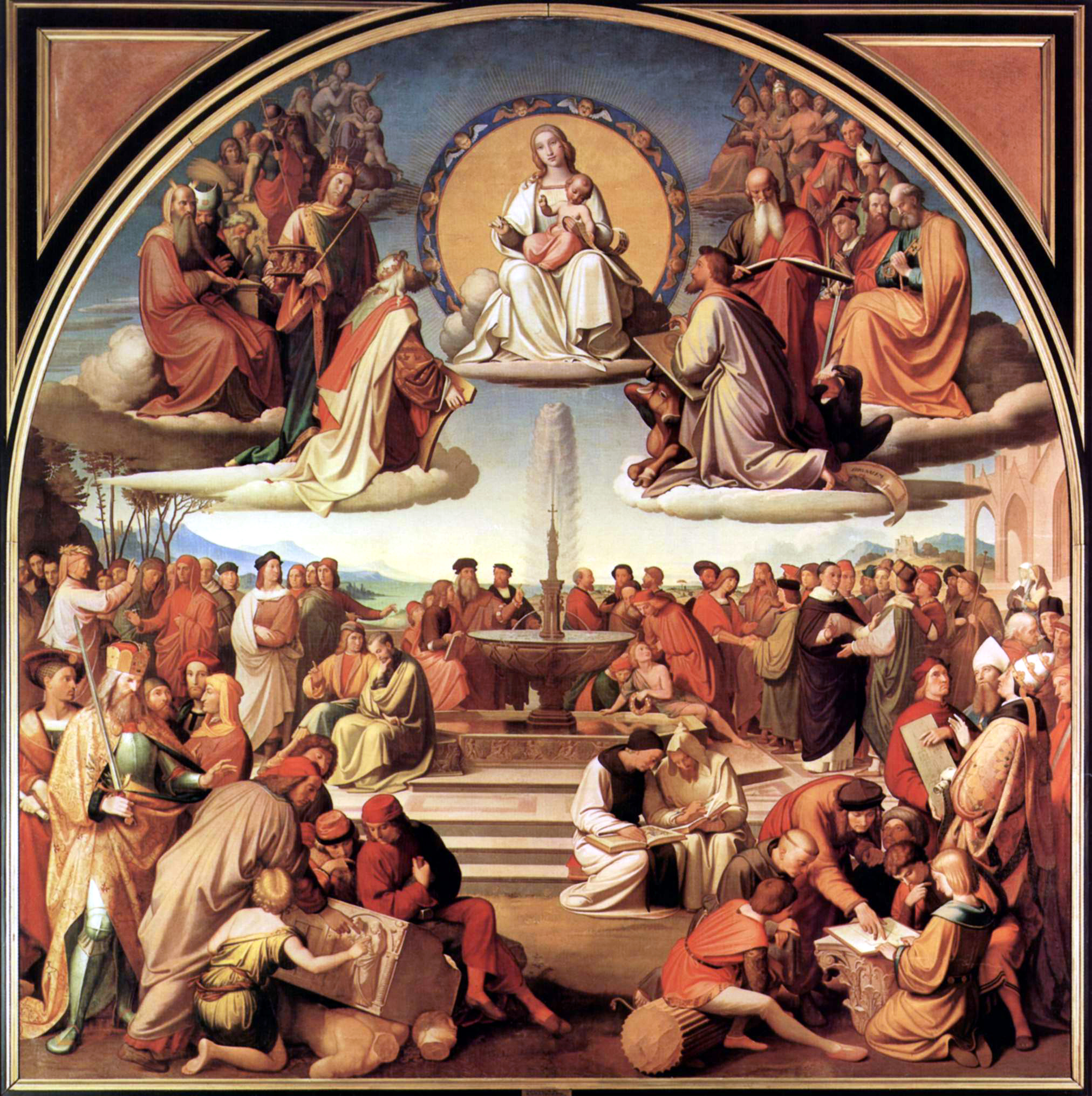
Friedrich Overbeck, Religionens triumf i konsten (1831–1840), Städelsches Kunstinstitut, Frankfurt am Main.

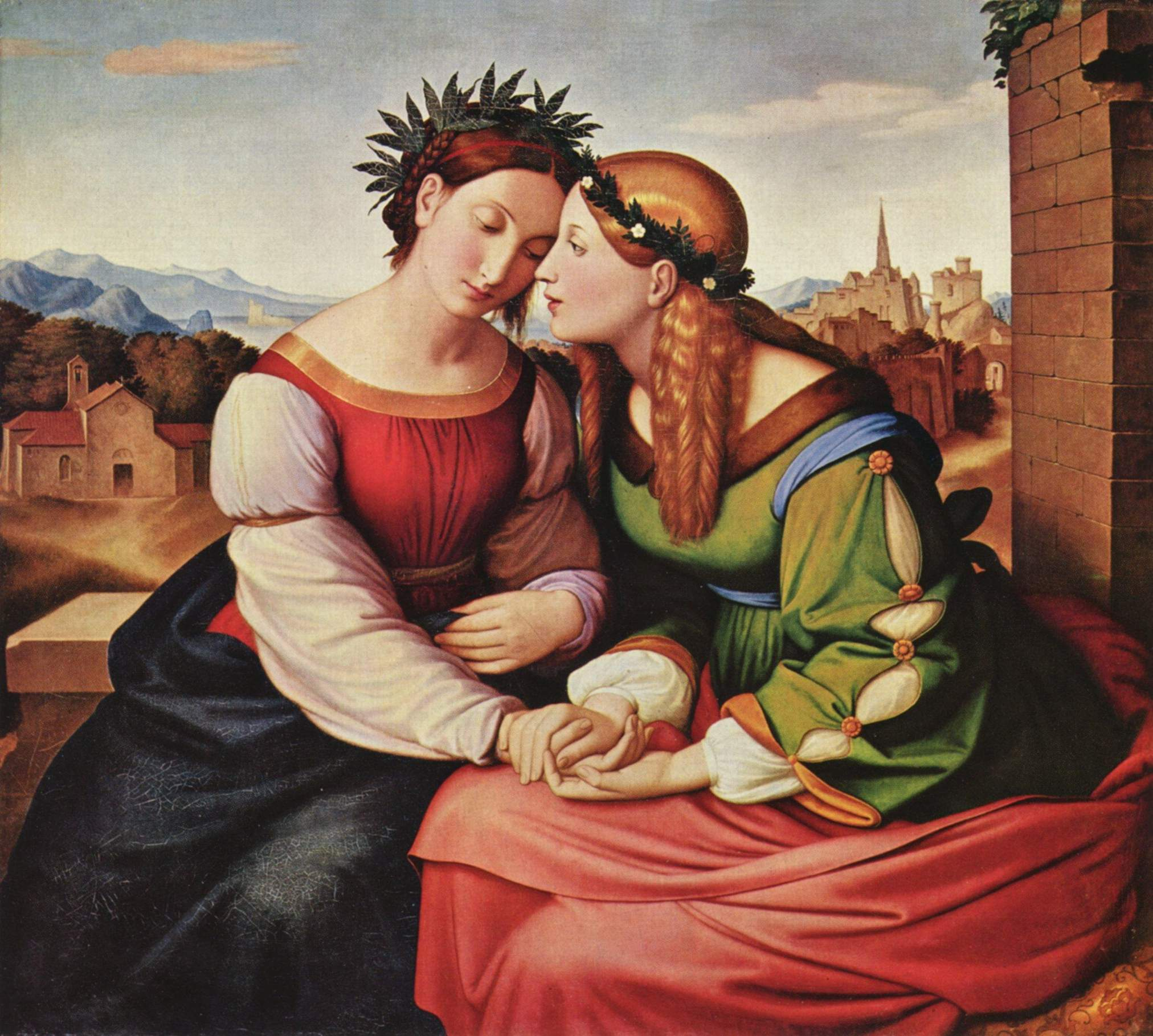
Friedrich Overbeck, Italia och Germania (1811–1828), Neue Pinakothek, München.